# Najran SC
Der Najran Sport Club (arabisch نجران Nadschran, DMG Naǧrān) ist ein saudi-arabischer Fußballverein aus Nadschran. Die Mannschaft stieg in der Saison 2006/07 in die erste saudi-arabische Liga auf. Obwohl der Klub in der Saison 2009/10 den letzten Tabellenplatz belegte, spielt er aufgrund der Ligaerweiterung weiterhin erstklassig. Die Heimspiele trägt der Verein im Najran Stadion aus.

## Bekannte ehemalige Spieler
- al-Hassan al-Yami

## Bekannte ehemalige Trainer
- Costică Ștefănescu